# Hartmut Greven
Hartmut Greven (* 25. November 1942 in Neustadt in Oberschlesien) ist ein deutscher Biologe und Professor für Zoologie.
Greven wurde nach seinem Biologiestudium 1971 mit einer Arbeit über faunistisch-ökologische und funktionsmorphologische Untersuchungen an heimischen Tardigraden an der Westfälischen Wilhelms-Universität Münster promoviert, wo er sich 1978 mit der Arbeit „Beiträge zur Fortpflanzungsbiologie der Gattung Salamandra (Amphibia, Urodela)“ habilitierte. Nach Tätigkeiten an der Medizinischen Fakultät der Universität Münster und Vertretungsprofessuren (Paderborn, Düsseldorf) war er bis zu seiner Pensionierung Professor für Zoomorphologie am ehemaligen Institut für Zoomorphologie, Zellbiologie und Parasitologie der Heinrich-Heine-Universität Düsseldorf.
H. Greven war und ist Mitherausgeber bzw. Mitschriftleiter verschiedener naturwissenschaftlicher Journale (1988 bis 2016 "Acta Biologica Benrodis (ISBN 978-3-936616-83-5); seit 1991 "Zeitschrift für Fischkunde" heute "Bulletin of Fish Biology" (ISSN 1867-5417); seit 2004 "Entomologie heute" (ISSN 1613-0448)). Er ist zudem Referatsleiter "Schriftleitung" der Gesellschaft für Ichthyologie (Präsident bis 2013). Des Weiteren hat er zahlreiche Arbeiten über verschiedene Tiergruppen sowie Übersichtsartikel, aber auch populärwissenschaftliche Essays veröffentlicht.

## Schriften (Auswahl)
- Die Bärtierchen. Tardigrada (= Die Neue Brehm-Bücherei. Band 537). Ziemsen, Wittenberg 1980, DNB 810426749.
- Tardigrada. In: J. Bereiter-Hahn, A. G. Matoltsy, K. S. Richards (Hrsg.): Biology of the Integument. vol. I, Springer Verlag, Berlin 1984, ISBN 3-540-13062-4, S. 714–727.
- Der Feuersalamander. Das Fabeltier und das Objekt moderner zoologischer Forschung. In: Lurchi – dem Feuersalamander auf der Spur. Ausstellungskatalog der Galerie der Stadt Kornwestheim 1994, DNB 94491408X, S. 145–155.
- mit Manfred Klinkhardt und Michael Tesche: Database of fish chromosomes. Westarp Wissenschaften, Magdeburg 1995, ISBN 3-89432-089-3.
- Survey of the oviduct of salamandrids with special reference to the viviparous species. In: J. Expt. Zool. Band 282, 1998, S. 507–525.
- Oviduct and egg jelly. In: D. M. Sever (Hrsg.): Reproductive Biology and Phylogeny of Urodela (Amphibia). Science Publishers, Enfield, New Hampshire 2003, ISBN 1-57808-285-4, S. 151–181.
- Larviparity and pueriparity. In: D. M. Sever (Hrsg.): Reproductive Biology and Phylogeny of Urodela (Amphibia). Science Publishers, Enfield, New Hampshire 2003, S. 447–475.
- Structural and behavioural traits associated with sperm transfer in Poeciliinae. In: M.C. Uribe, H. Grier (Hrsg.): Viviparous fishes. New Life Publications, Homestead, Florida 2005, ISBN 0-9645058-5-1, S. 147–165.
- Maternal adaptations to reproductive modes in amphibians. In: Hormones and Reproduction of Vertebrates. Vol. 2: D. O. Norris, K. H. Lopez (Hrsg.): Amphibians. Academic Press, New York 2010, ISBN 978-0-12-374931-4, S. 117–141.
- What do we know about reproduction of internally fertilizing halfbeaks (Zenarchopteridae)? In: Mari Carmen Uribe, Harry J Grier (Hrsg.): Viviparous Fishes. Band II, New Life Publications, Homestead, Florida 2010, ISBN 0-9645058-9-1, S. 121–142.
- Gonads, genitals and reproductive biology. In: J. Evans, A. Pilastro, I. Schlupp (Hrsg.): Biology and Evolution of Poeciliids. Chicago Press, Chicago 2011, ISBN 978-0-226-22274-5, S. 3–17.
- From Johann August Ephraim Goeze to Ernst Marcus – A Ramble through the History of Early Tardigrade Research (1773 until 1929). In: R. Schill (Hrsg.): Water Bears – the Biology of Tardigrades. Springer Nature Switzerland AG, 2019, ISBN 978-3-319-95701-2, S. 1–55.
- als Herausgeber mit Rüdiger Riehl: Fortpflanzungsbiologie der Aquarienfische. Band 1–2. Schmettkamp, Bornheim 1995–1999, ISBN 3-928819-08-9 (Bd. 1), ISBN 3-928819-10-0 (Bd. 2).
- als Herausgeber mit Rüdiger Riehl: Biologie der Aquarienfische. Tetra, Münster 2006, ISBN 3-89745-186-7.